# Ave atque vale
Ave atque vale (Salute e addio) è una frase di Catullo contenuta nel Carmen CI che egli scrive in memoria del fratello morto, in seguito alla visita alla sua tomba nella Troade durante il viaggio in Bitinia al seguito di Gaio Memmio.

Questo detto è anche il titolo di una poesia di Algernon Swinburne, scritta in memoria di Charles Baudelaire.
Anche la scrittrice Rosamund Watson scrisse una poesia dal titolo di Ave Atque Vale, ma in memoria di un amante.
Ha invece il titolo di Frater ave atque vale, sempre tratto da Catullo, un breve componimento scritto da Alfred Tennyson nel 1883 presente nella raccolta Tyresias, and other poems del 1885. Il brano parla dei luoghi in cui visse il poeta latino.